# MGMT
MGMT, förkortning av Management, är en amerikansk indierockgrupp från Brooklyn, New York. Bandet slog igenom med skivan Oracular Spectacular som fick strålande betyg i svensk och utländsk press. 
Bandet består av duon Andrew Vanwyngarden och Ben Goldwasser som träffades första gången på Wesleyan University i Middletown i Connecticut 2002. De planerade egentligen inte att starta ett band till en början. I stället visade de varandra musik de gillade. Så småningom började de med ett så kallat elektroniskt konstexperiment och började uppträda på skolans campus. Några som snabbt fick upp ögonen för MGMT var en grupp ungdomar från New York. De startade indiebolaget Cantora Records, bara för att kunna släppa bandets första EP "Time to Pretend". Två av låtarna, "Kids" och låten med samma namn som EP:n "Time to Pretend", kom sedan med på debutalbumet Oracular Spectacular. Albumet debuterade som nummer 12 på den brittiska albumlistan och nummer sex på australiensiska ARIA Charts, och toppade Billboards Top Heatseekers diagram. Albumet har också utsetts till det 18:e bästa albumet det decenniet av Rolling Stone. Det utsågs till bästa album 2008 av NME. MGMT hamnade också upprepande gånger på Australiens Triple J Hottest 100 med "Electric Feel" 2:a plats, "Kids" 5:e plats "Time to Pretend" 18:e plats.
MGMT:s musik är influerad av bland andra David Bowie, Suicide, T-Rex och Fleetwood Mac. Denna blandning ger utslag i psykedeliskliknande, kaotisk gitarrelektro.
Under 2008 spelade de på Acceleratorfestivalen samt på Debaser Medis i Stockholm den 21 november. Debutalbumet släpptes den 9 april tidigare samma år. Sommaren 2009 spelade MGMT på Popaganda, en festival i Stockholm. 
Under 2009 spelade MGMT in sitt nya album "Congratulations" som släpptes i april 2010. Den 9 mars släpptes första singeln från det nya albumet. Låten, Flash Delirium, kan laddas ned gratis från bandets webbplats. Fredagen den 19 mars läckte albumet Congratulations ut på internet och dagen efter fanns det att lyssna på via bandsajten.
MGMT nominerades till Grammy Awards 2010 för Bästa nykomling, och deras låt "Kids" var nominerad till Bästa Pop-framträdande med en duo eller grupp med sång. Det var bandets första Grammy nomineringar men på Grammy Awards 2009 vann Justice med remix av "Electric Feel" för Bästa inspelade remix, icke klassisk.

## Historia

### Oracular Spectacular (2005–2009)

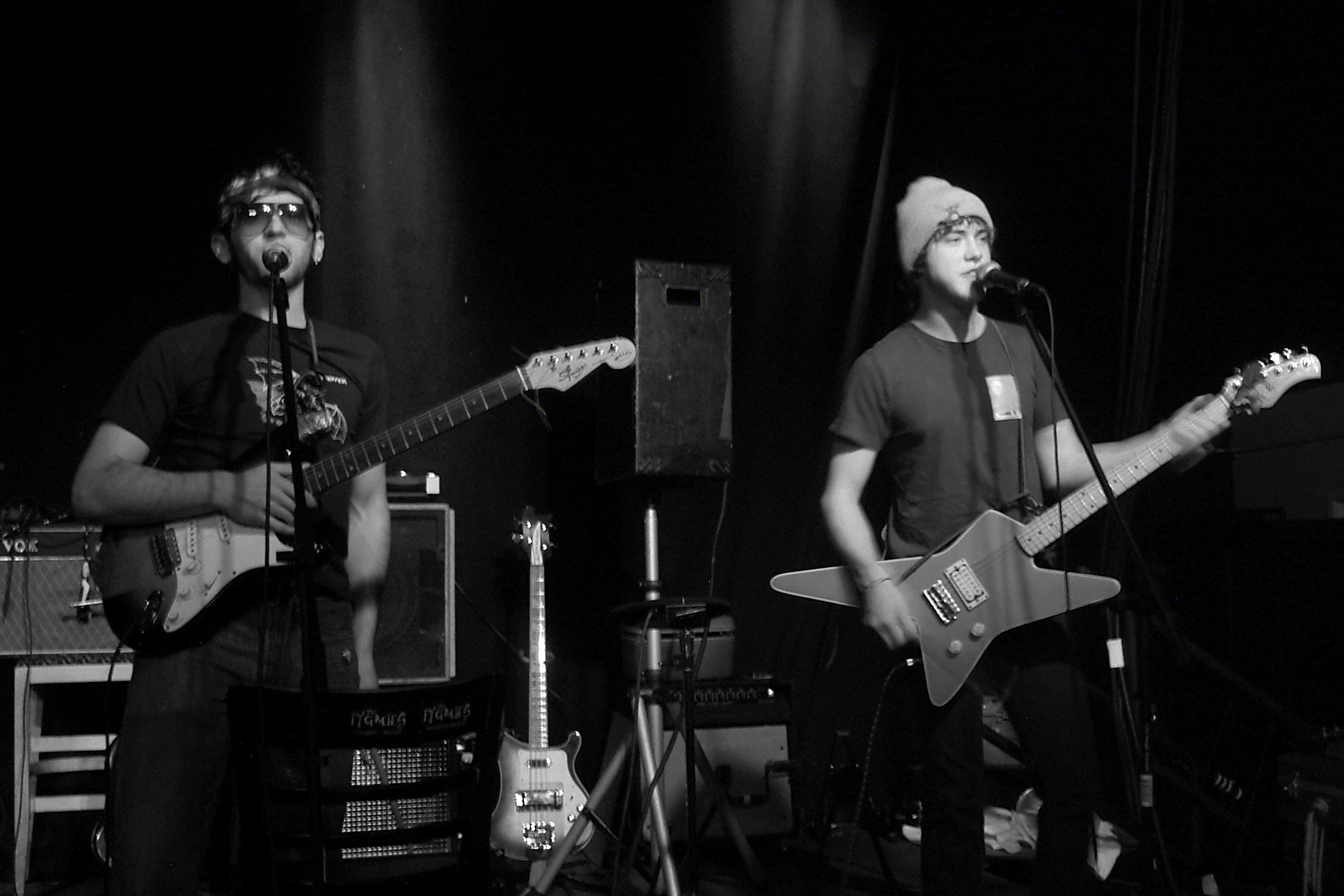
MGMT uppträder på Higher Ground i Burlington, Vermont, 2005

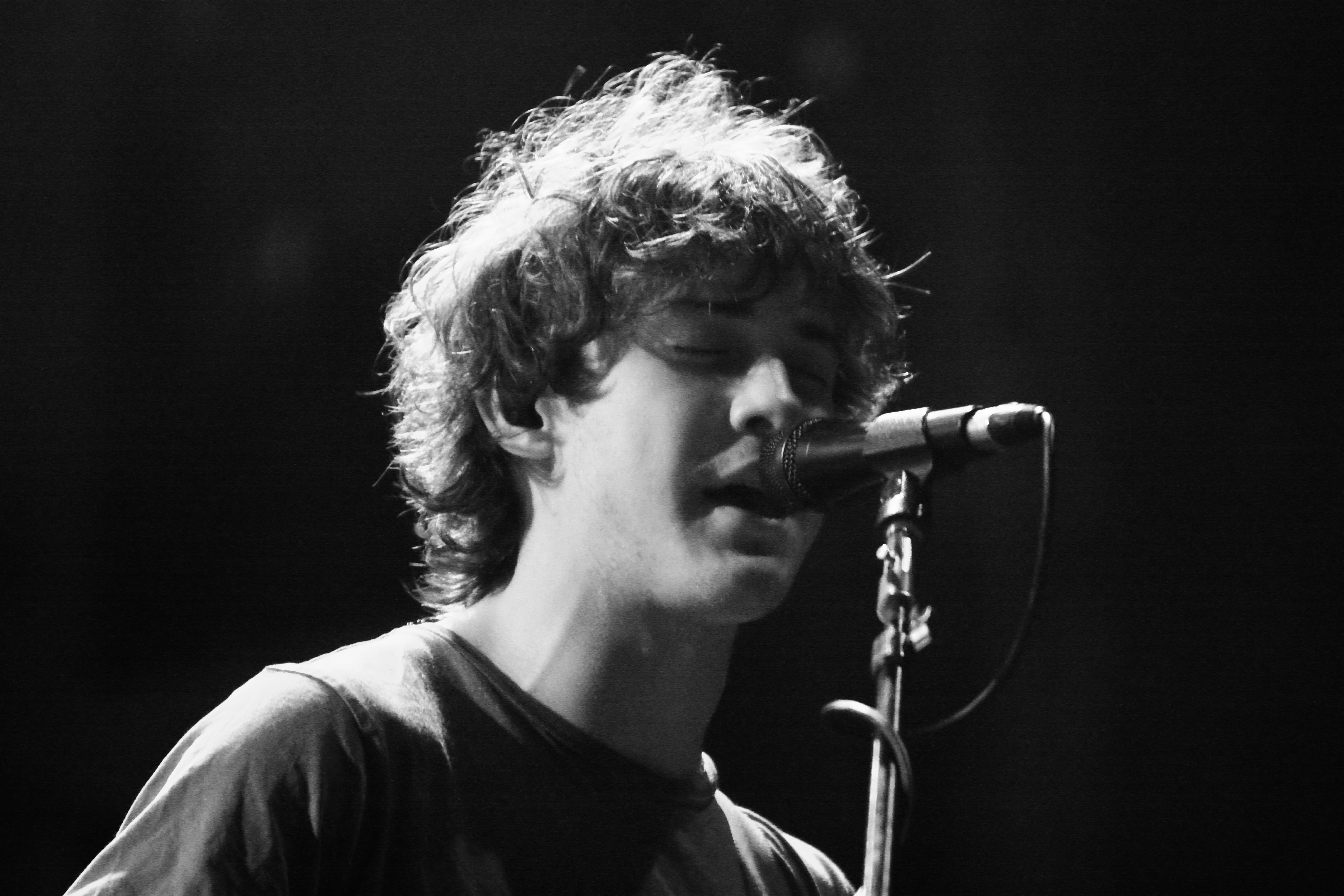
Andrew Wells VanWyngarden live med MGMT vid Treasure Island Music Festival 2009

Under hösten 2006 signade bandet med Columbia Records. Duon spelade in med Flaming Lips/Sleater-Kinneys musikproducent Dave Fridmann under 2007 för sitt majorbolags debut, Oracular Spectacular. MGMT öppnade för "Of Montreal" hösten 2007 som ett fem-mans turnéband inklusive Matthew Asti (bas), James Richardson (trummor) och Hank Sullivant (gitarr). I november 2007 spelade MGMT för första gången i Europa för att stödja Samantha och The Courteeners på Koko i London. Efter mars 2008 lämnade Hank Sullivant bandet för att fortsätta med sitt eget band "Kuroma". Will Berman ersatte då som ny trummis, James Richardson bytte från trummor till gitarr och Matthew Asti var kvar på bas.
Bandet var stöd till Radiohead på en av deras konserter i Manchester och åkte på en turné i Storbritannien i november 2008 och spelade då på arenor som Manchester Academy och Shepherd's Bush Empire.
Under 2008 öppnade MGMT för M.I.A. på Vassar College och bandet spelade också på flera konserter med "Beck" när han turnerade under 2008. De medverkade även på 2008 & 2009 Bonnaroo Music Festival. Bandet turnerade också i Australien med en huvudkonsert på Meredith Music Festival. De spelade på en föreställning på Virgin Festival, Toronto Island den 6 september 2008, med nio låtar från sitt album Oracular Spectacular. De spelade också på Street Scene festival 2008 i San Diego. Den 27 februari 2009 framträdde MGMT vid sidan om Spectrum på "The Dome" i Finsbury Park. MGMT lade till ett ytterligare turnédatum i Australien för att spela på Grass festival i Splendour, där även andra välkänd band som Bloc Party, The Flaming Lips, The Happy Mondays och Jane's Addiction spelade.
MGMT spelade sin första konsert 2009 den 9 juni i Little Rock, Arkansas. Bandet Chairlift öppnade för konserten. Caroline Polachek gjorde ett extranummer tillsammans med bandet med en cover på Til Tuesdays låt "Voices Carry". 
Den 11 juni 2009 spelade MGMT på Minglewood Hall i VanWyngardens hemstad Memphis, Tennessee där bandet spelade tre låtar från sitt kommande album, däribland titelspåret "Congratulations". Senare den veckan hade bandet en nattspelning på Bonnaroo, där de återigen återförenas med Chairlift. 
Den 1 juli 2009 återvände MGMT "hem" till Brooklyn för att spela en konsert på Prospect Park. De spelade "Congratulations", "It's Working" och "Song for Dan Treacy" från deras kommande album. 
Den 2 augusti 2009 spelade MGMT på den tredje dagen av All Points West-festivalen, en alternativ-rock festival i Liberty State Park. 
MGMT öppnade för Paul McCartney på Fenway Park i Boston den 5 och 6 augusti 2009. 
Den 15 aug 2009 spelade MGMT i Hamburg, Tyskland, på Dockville festivalen och framförde flera låtar från deras kommande album. 
MGMT var ett av huvudbanden på Treasure Island Music festivalen på Treasure Island i San Francisco, Kalifornien den 17 oktober 2009. 
MGMT var ett av huvudbanden för Coachella-festivalen 2010 i södra Kalifornien. Festivalen drar nästan 120.000 deltagare varje år.

### Domstolsförfaranden
MGMT hamnade i en rättslig tvist med Frankrikes president Nicolas Sarkozy i maj 2009 och fick en uppgörelsebetalning som de planerar att donera till välgörenhet för att hjälpa musiker med liknande juridiska strider. Låten "Kids" har använts vid flera tillfällen utan tillstånd (2008), på en festkonferens och i två online-videor. Festen betalade en avgift på €53 till fransk musik licensiering, men denna licens täckte inte all användning av låten. UMP, Sarkozys parti, medgav att låten hade använts utan tillåtelse och erbjöd en symbolisk ersättning på €1. Bandet avvisade erbjudandet och påstod att det var "förolämpande".

### Congratulations (2009-2011)
MGMT:s Congratulations släpptes den 13 april 2010. Bandet, däribland Matthew Asti, James Richardson och Will Berman från livebandet, tillbringade sommaren 2009 i Malibu för att spela in ett album med Pete Kember aka Sonic Boom, ex-Spacemen 3 och Spectrum, som producent/guru och vännen Billy Bennett som upphovsman.
MGMT föreslog att de kanske inte skulle släppa några singlar från albumet. I juli 2010 har dock fyra singelutsläpp från albumet bekräftats. Albumets omslag för Congratulations skapades av Anthony Ausgang och den övergripande utformningen av förpackningen är skapad av Josh Cheuse. Tisdagen den 9 mars 2010 släpptes MGMT låten "Flash Delirium" för gratis nedladdning på deras officiella webbplats. Lördagen den 20 mars tillät bandet användarna att strömma deras nya album från deras webbplats.
Bandet har uppgett att de inte försökte göra ett album om berömmelse och framgång, men förstod att det var oundvikligt eftersom det är allt de har gjort i över ett år. Albumet väntas bli mycket mer kommersiellt framgångsrik än bandets första album som nådde nummer 1 på Itunes topp 10 album i Storbritannien och USA.
MGMT startade sin senaste turné den 12 april 2010 på Fillmore teatern i San Francisco, Kalifornien. De uppträdde den 23 april 2010 på Brown Universitys Spring Weekend, den 27 april 2010 på Yale Universitys Spring Fling, den 30 april 2010 vid University of New Hampshires vårmöte Climax och den 1 maj 2010 på Fordham Universitys Spring Weekend. De uppträdde på Saturday Night Live den 24 april 2010 och på Late Show med David Letterman den 11 maj 2010 för att marknadsföra sitt nya album och den 11 juni 2010 spelade MGMT sin största huvudkonsert någonsin med en utsåld spelning på Morrison, Colorados berömda amfiteater Red Rocks.

### MGMT (2011-2014)
Deras tredje album är döpt efter bandet själv. Den första singeln från albumet är "Alien Days", som släpptes den 20 april 2013. Videon till Alien Days kom inte att släppas förrän senare, den 31 oktober. Andrew Vanwyngardens flickvän, modellen Camille Rowe, medverkar bland annat i videon. "Your Life is a Lie" var den andra singeln att släppas, och den första musikvideon (5 augusti samma år). Tredje singeln med video blev "Cool Song No. 2", vilken släpptes 17 september.

## Diskografi

### Studioalbum
- 2007 – Oracular Spectacular
- 2010 – Congratulations
- 2013 – MGMT
- 2018 – Little Dark Age
- 2022 – 11•11•11
- 2024 – Loss of Life

### EP
- 2004 - We (Don't) Care EP (bandet hette då The Management)
- 2005 - Time to Pretend EP

### Singlar
- 2008 - "Electric Feel"
- 2008 - "Kids"
- 2008 - "Time to Pretend"
- 2010 - "Flash Delirium"
- 2010 - "Siberian Breaks"
- 2010 - "It's Working"
- 2010 - "Congratulations"
- 2013 - "Alien Days"
- 2013 - "Your Life Is a Lie"
- 2017 - "Little Dark Age"
- 2017 - "When You Die"
- 2018 - "Hand It Over"
- 2018 - "Me and Michael"
- 2019 - "In the Afternoon"
- 2020 - "As You Move Through the World"